# شارلوت واردلاو
شارلوت واردلاو (انگلیسی: Charlotte Wardlaw؛ زادهٔ ۲۰ فوریهٔ ۲۰۰۳) بازیکن فوتبال اهل بریتانیا است.
وی همچنین در تیم‌های ملی فوتبال England women's national under-17 football team و England women's national under-19 football team بازی کرده‌است.